# Разумов, Алексей Сергеевич
Алексей Сергеевич Разумов (Пустой шаблон {{ВД-Преамбула}} ) — российский хоккеист, нападающий.

## Биография
Воспитанник новокузнецкого «Металлурга», в сезонах 201314 — 2015/16 играл за команду МХЛ «Кузнецкие медведи». В сезонах 2015/16 — 2016/17 провёл 76 матчей в КХЛ в составе «Металлурга». Также играл в ВХЛ за «Зауралье». В сезонах 2018/19 — 2021/22 выступал за команду ВХЛ-Б «Динамо-Алтай» Барнаул.